# Dipartimento della Marina degli Stati Uniti d'America
Lo United States Department of the Navy (Dipartimento della Marina) è uno dei tre componenti principali dello United States Department of Defense (Dicastero della Difesa degli Stati Uniti).
Il Department of the Navy è a sua volta costituito dalla United States Navy e dal United States Marine Corps.
È guidato dal Secretary of the Navy (SECNAV) (Segretario alla Marina degli Stati Uniti), un civile.
Gli ufficiali di più alto rango nel dipartimento sono il Chief of Naval Operations ed il Commandant of the Marine Corps,  
che dirigono le rispettive componenti militari del dipartimento e sono membri del Joint Chiefs of Staff.

## Storia
Nacque nel 1798 come dipartimento dell'esecutivo per essere una struttura di governo della Marina e dal 1834 del Corpo dei Marines, mentre il dipartimento della Guerra gestiva l'esercito. 
Con il National Security Act del 1947 fu soppresso il  Dipartimento di Guerra e creato il  NME (National Military Establishment), rinominato nel 1949 Dipartimento della Difesa, con il Dipartimento della Marina che fu a lui subordinato, insieme ai nuovi nati dipartimenti dell'esercito e dell'aviazione..